# Alojz Šteiner
Alojz Šteiner [álojz štéiner], slovenski generalmajor, * 22. junij 1957, Ptujska Cesta pri Gornji Radgoni.
Na seji 23. aprila ga je Vlada Republike Slovenije na predlog ministrice za obrambo Republike Slovenije Ljubice Jelušič imenovala za načelnika Generalštaba Slovenije vojske z dnem 1. maja 2009 nastopa dolžnosti.

## Življenje

### Mladost in šolanje
Šteiner izhaja iz delavske družine. Otroška leta je preživel na Ptujski Cesti in Janževem Vrhu, kjer živita oče Janez in mati Pavla (rojena Fekonja). Je poročen in s soprogo Vlasto imata sina Saša. Osnovno šolo je obiskoval na Kapeli, zatem pa nadaljeval šolanje na komercialni šoli Srednje ekonomske šole v Murski Soboti in Višji upravni šoli v Ljubljani. Leta 1990 je v Ljubljani diplomiral na Fakulteti za družbene vede – smer obramboslovje, pri čemer je zagovarjal diplomsko nalogo Analiza procesa vodenja in poveljevanja teritorialne obrambe na ravni občine ((COBISS)). V obdobju 2004–2005 je v ZDA končal podiplomski (magistrski) študij na National Defence University v Washingtonu, kjer je magistriral na Industrijskem kolidžu Oboroženih sil ZDA. Decembra 2014 je doktoriral na FDV s temo: Transformacija oboroženih sil po koncu hladne vojne - primer Slovenske vojske.

### Vojaška kariera
V obdobju od marca 1977 do maja 1978 je končal 54. razred Pehotne šole za rezervne častnike (PŠRO) v Bileći in bil novembra 1978 po obveznem stažu na šoli povišan v čin pehotnega podporočnika ter razporejen v rezervni sestav Teritorialne obrambe Republike Slovenije (TO). Leta 1979 je bil sprejet v službo na Občinski štab Teritorialne obrambe (OŠTO) Gornja Radgona kot referent za operativno-učne zadeve, zatem pa je od 1983 do 1990 služboval na Pokrajinskem štabu Teritorialne obrambe (PŠTO) v Murski Soboti. Novembra 1990 je bil premeščen v novo oblikovani PŠTO Vzhodnoštajerske v Mariboru. Med osamosvojitveno vojno je leta 1991 opravljal dolžnost načelnika in obenem namestnika poveljnika 7. PŠTO Maribor in aktivno sodeloval v vodenju bojnih aktivnosti podrejenih štabov in enot TO. Decembra 1992 je postavljen za poveljnika 7. PŠTO Maribor; na tem položaju je ostal do julija 1994.
Zatem je bil premeščen v Generalštab Slovenske vojske (GŠSV), kjer je opravljal dolžnosti v operativnem oddelku G–3 (1995–1996), svetovalca načelnika GŠSV (1996–1997) in načelnika Oddelka za reorganizacijo SV (1997–1998), ter občasno predaval na različnih šolah v CVŠ in FDV – smer obramboslovje. Od maja 1998 do 2000 je bil namestnik poveljnika 3. Operativnega poveljstva v Celju, zatem pa se je znova vrnil v GŠSV. V tem času je bil zaradi preseganja pooblastil (nezakonitega izplačevanja potnih stroškov kljub temu, da je imel osebnega voznika) kazensko ovadbe, a je slednja zastarala. Leta 2000 je končal šolanje na generalštabnem programu v Poveljniško-štabni šoli SV z zaključno nalogo Preoblikovanje strukture sil Slovenske vojske ((COBISS)), od septembra 2001 do februarja 2004 je bil v GŠSV načelnik sektorjev: J–5 (Sektor za strateško načrtovanje, doktrino in razvoj), J–3 (Sektor za operativne zadeve) in Združenega sektorja za strateško logistiko.
Od junija 2005 do februarja 2006 je opravljal dolžnost namestnika poveljnika Poveljstva sil SV, od marca do novembra istega leta pa direktorja štaba v Generalštabu Slovenske vojske. Decembra 2006 je bil kot generalmajor postavljen na dolžnost namestnika načelnika Generalštaba Slovenske vojske.

### Načelnik GŠSV
23. aprila 2009 je vlada na predlog Ljubice Jelušič razrešila dotedanjega načelnika GŠSV Albina Gutmana in istočasno na njen predlog za novega načelnika imenovala Šteinerja; slednji je uradno zasedel položaj s 1. majem istega leta in delo na tej funkciji opravljal do 27. februarja 2012. 5. maja istega leta je bila opravljena primopredaja poslov med Gutmanom in Šteinerjem. Ob imenovanju so se pojavili očitki o nepotizmu, saj je ministrica njegova mentorica pri doktoratu ter da si je kot namestnik poveljnika 3. operativnega poveljstva neupravičeno izplačeval dodatek za ločeno življenje. Takrat je bila proti njemu vložena ovadba zaradi preseganja pooblastil, a je zadeva zastarala na sodišču.
Januarja 2010 se je v preiskavi proti Gutmanu izkazalo, da je tudi Šteiner vpleten v afero Patria, saj je kot vodja projektnega sveta za nakup oklepnikov januarja 2007 predlagal uničenje dokumenta, v katerem je bilo zapisano, da bo za sklenitev pogodbe s Patrio potrebno več denarja in da oklepniki ne ustrezajo tehničnim zahtevam razpisa. Šteiner je obtožbo zavrnil in dejal, da je omenjeni dokument zavrnil, ker je vseboval podatke poslovne skrivnosti.
15. maja 2011 je Sindikat vojakov Slovenije (SVS) pozval ministrico Jelušič, da razreši Šteinerja »zaradi zavestnih in načrtnih kršitev delovnopravne zakonodaje in s tem pravic pripadnikov Slovenske vojske«. Šteiner je zavrnil očitke in slabo počutje v Slovenski vojski pripisal zmanjševanju obrambnega proračuna.. Junija 2011 pa je Šteiner proti predsedniku SVS, Gvidu Novaku, vložil kazensko ovadbo in hkrati so proti Novaku sprožili tudi disciplinski postopek.
20. oktobra 2011 je Vlada Republike Slovenije soglašala s predlogom Francije, ki je najavila namero, da Šteinerja odlikuje s redom legije časti za njegov prispevek k sodelovanju med francosko in slovensko vojsko oziroma njegovim prizadevanjem za krepitev sodelovanja med obema državama na področju taktičnih helikopterskih prevozov ter za razminiranja na morju.
Od 1. aprila 2012 do 31. januarja 2014 je opravljal dolžnost obrambnega svetovalca RS pri OVSE, OZN in drugih mednarodnih organizacijah na Dunaju. Aprila 2014 je upokojen. Sedaj je predsednik Zveze slovenskih častnikov.

## Napredovanja
Čini in datumi napredovanj
- vodnik, tudi gojenec – vodnik: oktober 1977
- podporočnik TO: november 1978
- poročnik TO: december 1982
- kapetan TO: maj 1986
- kapetan 1. razreda TO: junij 1990
- major TO RS: september 1991
- podpolkovnik TO RS: junij 1993
- polkovnik TO RS: marec 1994
- brigadir SV: maj 1998
- generalmajor SV: november 2006

## Odlikovanja in priznanja

### Domača
- spominski znak Obranili domovino 1991 (1991)
- znak MSNZ (1991)
- bojni spominski znak Gornja Radgona (1991)
- zlata medalja generala Maistra z meči (1992)
- red generala Maistra z meči 3. stopnje (1993)
- znak 15 let službe v SV (1994)
- bronasta medalja Slovenske vojske (1996)
- spominski znak ob 5. obletnici vojne za Slovenijo (1996)
- zlata plaketa CVŠ (1997)
- srebrna medalja Slovenske vojske (1998)
- spominski znak Načelniki pokrajinskih štabov TO 1991 (1998)
- znak 20 let službe v SV (1999)
- zlati znak 3. Operativnega poveljstva SV (1999)
- spominski bojni znak ob 10. obletnici vojne za Slovenijo (2001)
- spominska medalja udeležencev vojne za Samostojno Slovenijo ob 10. obletnici (2001)
- bronasta medalja generala Maistra (2003)
- znak 25 let službe v SV (2004)
- spominski znak 15. obletnice MSNZ (2005)
- red MSNZ 3. stopnje (2005)
- spominski znak Štabi TO 1991 (2006)
- spominski znak Radenci (2006)
- srebrni meč Poveljstva sil SV (2006)
- zlata medalja Slovenske vojske (2006)
- zlato priznanje Načelnika Generalštaba (2006)
- zlata plaketa ZSČ (2007)
- red generala Maistra 2. stopnje (2008)
- spominski znak predsedovanje EU (2008)
- znak 30 let službe v SV (2009)
- plaketa 37. VTP Maribor (2009)
- medalja za zasluge (2014)

### Tuja
- red za zasluge CISM (Conseil International du Sport Militaire) (2009)
- bronasta medalja za zasluge AESOR (European Reserve Non-Commissioned Officers Association) (2011)
- častnik francoske legije časti (Legion d'honneur) (2011)
- Grand Officer Cross with Swords pro Merito Melitensi (2012)
- Honor Cross for Merit Gaminger Initiative (2015)
- spominska medalja za zasluge Zveze častnikov in podčastnikov Armade Češke Republike (2015)

## Dela
Strokovne monografije
- Proces vojaškega vodenja v teoriji in praks (Ljubljana, 1995) (COBISS)
- Slovenska vojska med tranzicijo in transformacijo (Ljubljana, 2005) COBISS

Priročniki
- urednik: Pripomočki za delo poveljnika v procesu vodenja in poveljevanja (Ljubljana, 1996) (COBISS)